# 쌍쌍바
쌍쌍바는 해태아이스에서 생산하는 아이스크림이다. 1979년에 출시됐다.

## 맛
- 초콜릿 맛 (오리지널)
- 포도 맛
- 천생연분 (초코+바닐라)
- 밀크 맛
- 피치베리
- 다방커피
- 바닐라 맛